# Batiniyya
Batiniyya (en árabe: باطنية‎, romanizado: Bāṭiniyyah) se refiere a grupos en el islam que distinguen entre un significado externo, exotérico (zāhir) y uno interno, esotérico (bāṭin) en las escrituras islámicas (el Corán y el hadiz). El término se ha utilizado en particular para un tipo de interpretación de las escrituras de carácter alegórico desarrollada entre algunos grupos chiitas, que enfatiza el significado bāṭin de los textos. Se ha mantenido por todas las ramas del ismailismo y también por varios grupos drusos. Los alauitas practican un sistema de interpretación similar. Batiniyya es un epíteto común que se usa para designar al islam ismailí, que ha sido aceptado por los propios ismailíes.
Los escritores sunitas han utilizado el término batiniyya de manera polémica para referirse al rechazo del significado evidente de las escrituras en favor de su significado bāṭin. Al-Ghazali, un teólogo sunita medieval, usó el término batiniyya de manera peyorativa para referirse a los seguidores del ismailismo. Algunos escritores chiitas también han utilizado el término en un sentido polémico.